# Naracoorte
Jeskyně Naracoorte je název národního parku a archeologické lokality na jihu australského kontinentu, přibližně 330 km jihovýchodně od města Adelaide. Chráněné území má rozlohu 6 km² a od roku 1994 je jeho část společně s oblastí Riversleigh na severu Austrálie součástí světového přírodního dědictví UNESCO.
Doposud zde bylo zmapováno 26 jeskyní, ve kterých bylo nalezeno mnoho fosilií australské megafauny - např. diprotodona a thylacolea. Fosilie z jeskyní Naracoorte ilustrují vývoj australských savců a další fauny během nejméně 500 000 let, během kterých se vystřídalo několik dob ledových a australský kontinent osídlil člověk.